# غضب الجبابرة
غضب الجبابرة (بالإنجليزية: Wrath of the Titans)‏ هو فيلم مغامرة تم إنتاجه في إسبانيا والولايات المتحدة وصدر في سنة 2012.

## بطولة
- سام ورذينجتن
- روزاموند بايك
- بيل ناي
- توبي كيبيل
- داني هيوستن

```
ليام نيسون
```

## الميزانية والإيرادات
بلغت تكلفة إنتاج الفيلم حوالي 150 مليون دولار بينما حقق أرباحا تقدر بـ 301,970,083 دولار.